# جورج إس. بوتويل
كان جورج إس باتويل (28 يناير 1818- 27 فبراير 105) سياسيًا أمريكيًا ومحاميًا ورجل دولة من ماساتشوستس. شغل منصب وزير الخزانة في عهد الرئيس الأمريكي بوليسيس غرانت، وكان الحاكم العشرين لولاية ماساتشوستس، وعضوًا في مجلس الشيوخ وممثل ولاية ماساتشوستس وأول مفوض للإيرادات الداخلية في عهد الرئيس الأمريكي أبراهام لينكولن. شغل منصبًا قياديًا خلال عزل الرئيس الأمريكي أندرو جونسون وشغل منصب المدعي العام في محاكمة الإقالة.
اشتهر بوتويل، وهو أحد دعاة إلغاء عقوبة الإعدام، بكونه قائدًا خلال تشكيل الحزب الجمهوري وبمساهمته البطلة في قضايا المواطنة الأمريكية الإفريقية وحقوق الاقتراع خلال عصر إعادة الإعمار. بصفته ممثلًا للولايات المتحدة، كان له دور فعال في صياغة وإقرار التعديلين الرابع عشر والخامس عشر لدستور الولايات المتحدة. بصفته وزيرًا للخزانة، أجرى الإصلاحات اللازمة في وزارة الخزانة بعد فوضى الحرب الأهلية الأمريكية ومحاكمة إقالة الرئيس أندرو جونسون. خفض الدين الوطني بشكل مثير للجدل من خلال بيع ذهب الخزانة واستخدام النقد الأخضر لشراء سندات الخزانة، وهي العملية التي خلقت نقصًا في النقد. أحبط بوتويل والرئيس غرانت محاولة لاحتكار سوق الذهب في سبتمبر من عام 1869 من خلال إطلاق 4,000,000 دولار من الذهب إلى الاقتصاد. كسيناتور أمريكي، دعم بوتويل قانون الحقوق المدنية لعام 1875.
في عام 1877، عين الرئيس روذرفورد بي. هايز، بوتويل مفوضًا لتدوين القوانين المنقحة للولايات المتحدة وفي عام 1880 عينه للعمل كمستشار للولايات المتحدة أمام لجنة المطالبات الفرنسية والأمريكية. مارس أيضًا القانون الدولي في المنتديات الدبلوماسية الأخرى. تخلى عن الحزب الجمهوري في مطلع القرن العشرين، وعارض الاستحواذ على الفلبين ودعم ويليام جينينغز براين للرئاسة.

## النشأة
ولد جورج إس بوتويل في 28 يناير من عام 1818 في بروكلين، ماساتشوستس. بحسب مذكراته الشخصية، فقد نشأ في مزرعة عائلته في لونينبورغ والتحق بالمدارس العامة حتى بلوغه سن السابعة عشرة. خلال أشهر الصيف، عمل حافي القدمين يرعى الثيران ويقطف الكستناء. درس بوتويل علم الحساب والجبر والهندسة والقواعد اللاتينية. منذ عام 1830 وحتى عام 1835، عمل بوتويل كمتدرب وموظف كتابي لدى سيمون هيوود، الذي كان يمتلك متجرًا لأوراق النخيل. عمل بوتويل لفترة وجيزة كمدرس في باوند هيل، في الوقت الذي أنهى فيه تعليمه. أنهى بوتويل تعليمه في المدرسة الابتدائية في فبراير من عام 1835.
منذ عام 1835 وحتى عام 1838، عمل بوتويل كموظف كتابي وصاحب متجر في غروتون، ماساتشوستس. في عام 1836، بدأ بدراسة القانون تحت إشراف المحامي برادفورد راسل، الذي كان يقع مكتبه فوق المتجر الذي عمل فيه. لم يتقدم بوتويل لامتحان المحاماة ولم يمارس المهنة بشكل فعلي إلا بعد سنوات عديدة. في عام 1838، عرض صاحب المحل على بوتويل شراكة في المحل. في حين كان بوتويل يدير المتجر، بدأ نظامًا خاصًا به ينطوي على المطالعة والكتابة في محاولة منه للتعويض عن اختياره عدم الالتحاق بالجامعة.
بدأ بوتويل حياته المهنية العامة لأول مرة في عام 1839، عندما شغل منصب وكيل المعاشات التقاعدية لأرامل حرب الاستقلال الأمريكية، التي انتهت في عام 1783. سافر إلى واشنطن العاصمة ودهش إثر رؤية دانيال وبستر. بعد التحدث مع امرأة من العبيد السود كان قد بيع طفلها الأصغر وأخذ إلى لويزيانا، كرس بوتويل نفسه لقضية مكافحة العبودية. تزوج بوتويل من سارا أديليا ثاير في 8 يوليو من عام 1841، كانت سارا ابنة ناثان هايلر من هوليس، نيو هامبشاير. أنجب الزوجان طفلين جورجيانا (18 مايو عام 1843) وفرانسيس (26 فبراير عام 1847).

## مهنته السياسية (1839- 1861)
دخل بوتويل السياسة بصفته ديمقراطيًا ومؤيدًا لمارتن فان بيورين، وعين رئيسًا لمكتب غروتون من قبل شريكه التجاري، الذي عين هو الآخر مديرًا لمكتب البريد. كان أول دخول لبوتويل في عالم السياسة الانتخابية من خلال الترشح الناجح للجنة مدرسة غروتون كمرشح عن حزب الاعتدال، وقد استمر في هذه اللجنة لسنوات عديدة. دفعه هذا النجاح للترشح للمجلس التشريعي للولاية بواسطة بطاقة الحزب نفسها، وقد خسر بشكل مبرح لأن الحزب كان طرفًا ثالثًا صغيرًا. فاز بترشيح الحزب الديمقراطي، على الرغم من الآراء المعتدلة التي كانت «مهينة للكثيرين»، لكنه خسر بأغلبية ساحقة مقابل حزب الويغ. أخيرًا، فاز في المحاولة الثالثة، وهزم جون بوينتون في عام 1841. فاز بإعادة انتخابه مرتين قبل أن يهزم في عام 1844. على الرغم من أنه خسر أيضًا في عام 1845، إلا أنه عاد إلى المجلس التشريعي للولاية في انتخابات عام 1846، وخدم منذ عام 1847 وحتى عام 1850. سلطت نجاحاته الانتخابية، في بعض الأحيان في مواجهة الانتصارات اليمينية الكبرى على مستوى الولاية، الضوء على إمكاناته، وجلبته إلى الدوائر القيادية في الحزب الديمقراطي. شغل منصبًا في اللجان القضائية والمالية، حيث اكتسب سمعة في مجال البحث الشامل في التشريعات، ودعا إلى مواقف تفضل التجارة الحرة وضبط العرض النقدي ورفع الضرائب لإنفاقها على التعليم والإصلاحات الأخرى. دعم الحرب المكسيكية الأمريكية ولم ينظر إليها (على عكس الآخرين) على أنها قضية رئيسية متعلقة بالعبودية.
ترشح بوتويل أثناء وجوده في مجلس نواب الولاية، ثلاث مرات لمجلس نواب الولايات المتحدة، وخسر بفارق كبير أمام معارضيه اليمنيين. في عام 1848، رشح لمنصب الحاكم من قبل الحزب الديمقراطي واحتل المركز الثالث في مؤتمر الترشيح. في عام 1849، عيين في منصب مفوض الدولة المصرفي من قبل الحاكم اليميني جورج إن. بريغز، وهو منصب عمل فيه على فحص المواثيق المصرفية التي كانت خاضعة للتجديد. اكتسب في هذا المنصب، ما يعادل ثروة من الخبرة في المسائل المصرفية.